# 杉江敏男
杉江 敏男（すぎえ としお、1913年9月24日 - 1996年10月10日）は、日本の映画監督。

## 来歴
静岡県静岡市（現静岡市清水区）出身。静岡県立静岡中学校卒業。早稲田大学卒業後、1937年にP.C.L（東宝の前身）に入社。山本嘉次郎、豊田四郎、島津保次郎、成瀬巳喜男、黒澤明らの助監督を務め、1950年、『東京の門』で監督に昇進する。以降、『その人の名は云えない』『忘却の花びら』などのロマンスもの、『ジャンケン娘』『お姐ちゃんシリーズ』『若大将シリーズ』などの青春映画、『密輸船』などのアクション映画、『社長シリーズ』やクレージーキャッツ主演のコメディと、多方面に撮り分ける監督として東宝を支えた。公開ベースで見ても、1955年6本、1956年7本、1957年5本、1958年4本、1959年4本、1960年5本、1961年6本･･･と、邦画界の量産時代に、休む間もなく次から次へと会社から回ってくる企画を撮り続け、20年満たない期間に68本もの監督作品を残した。
いわゆる、喜劇映画や青春映画を中心としたプログラムピクチャーの旗手であったが、杉江自身はサスペンス映画の監督を望んでいたといい、『三十六人の乗客』『黒い画集 ある遭難』など、数は少ないがサスペンス作品も監督している。
1960年代後半は、邦画界の斜陽化を受けて劇場用映画作品が減少し、東宝テレビ部に移りテレビドラマを監督した。

## 主な監督作品

### 映画
- 東京の門（1950年）
- その人の名は云えない（1951年）
- 密輸船_(映画)（1954年）
- ジャンケン娘（1955年）
- 婚約三羽烏（1956年）-　原節子初のカラー作品。
- ロマンス娘（1956年）
- 忘却の花びら（1957年）
- 大当り三色娘（1957年）
- 三十六人の乗客（1957年）
- 肌色の月（1957年）
- 人生劇場 青春篇（1958年）
- 大学のお姐ちゃん（1959年）
- 戦国群盗伝（1959年）
- お姐ちゃん罷り通る（1959年）
- 新・三等重役 当るも八卦の巻（1960年）
- 新・三等重役 亭主教育の巻（1960年）
- サラリーマン忠臣蔵（1960年）
- 続サラリーマン忠臣蔵（1961年）
- 黒い画集 ある遭難（1961年）
- 大学の若大将（1961年）
- アッちゃんのベビーギャング（1961年）
- 銀座の若大将（1962年）
- 社長洋行記（1962年）
- 私と私（1962年）
- 社長漫遊記（1963年）
- 国際秘密警察 指令第8号（1963年）
- 香港クレージー作戦（1963年）
- ひばり・チエミ・いづみ 三人よれば（1964年）
- 無責任遊侠伝（1964年）
- 落語野郎 大脱線（1966年）
- 落語野郎 大馬鹿時代（1966年）
- 落語野郎 大爆笑（1967年）
- 喜劇・駅前桟橋（1969年）

### テレビドラマ
- フジ三太郎（1968年）
- 女の絶唱（1969年）
- 愛染椿（1972年）
- 越前竹人形（1973年）
- 新妻鏡（1974年）